# Большехабыкский сельсовет
Большехабыкский сельсовет — сельское поселение в Идринском районе Красноярского края.
Административный центр — село Большой Хабык.

## Население
| 2010 | 2012 | 2013 | 2014 | 2015 | 2016 | 2017 |
| ---- | ---- | ---- | ---- | ---- | ---- | ---- |
| 501  | ↗515 | ↘492 | ↘479 | ↘471 | ↘460 | ↘453 |

## Состав сельского поселения
В состав сельского поселения входит один населённый пункт — село Большой Хабык.
До 27 сентября 1996 года в состав сельсовета входила деревня Малый Хабык, Законом № 11-337 образовавшая Малохабыкский сельсовет.

## Местное самоуправление
Большехабыкский сельский Совет депутатов
Дата избрания: 14.03.2010. Срок полномочий: 5 лет. Количество депутатов: 7
Глава муниципального образования
- Елисеев Николай Иванович. Дата избрания: 14.03.2010. Срок полномочий: 5 лет
- Потылицына Любовь Алексеевна. Годы работы: с 2015 по настоящее время